# Ça commence aujourd'hui
Ça commence aujourd'hui (titulada Hoy empieza todo en España y Todo comienza hoy en Argentina) es una película francesa de drama social estrenada en 1999, dirigida por Bertrand Tavernier y escrita por Dominique Sampiero, Tiffany Tavernier y el propio director. Fue protagonizada por Philippe Torreton, Maria Pitarresi, Nadia Kaci y Nathalie Bécue, con música de Louis Sclavis.

## Argumento
Daniel Lefebvre, director de una escuela de párvulos donde la situación social es conflictiva debido a la crisis en el sector minero que ha dejado a las familias sin trabajo, y todos los miembros docentes del centro comienzan una lucha para solucionar los problemas externos a la escuela en los que se encuentran sus pequeños alumnos. Dejan así de lado su labor únicamente educativa para cubrir las necesidades primarias de los niños. Todo esto teniendo en contra numerosos factores: el poder político y la falta de ayuda y asistencia social hasta la llegada de Samia, quien se involucra tanto como ellos en su labor.

## Reparto
- Philippe Torreton : Daniel Lefebvre
- Maria Pitarresi : Valeria
- Nadia Kaci : Samia Damouni
- Véronique Ataly : Señorita Lienard
- Nathalie Bécue : Cathy
- Emmanuelle Bercot : Señorita Tievaux

## Recepción
Aunque se trata de una obra de ficción, la película se rodó con un marcado carácter de documental (acentuado por los plano secuencia y los travellings).
La película provocó bastante debate, sobre todo en Francia, entre admiradores y detractores. Tras ser presentada, y premiada, en el Festival Internacional de Cine de Berlín, sufrió el rechazo de otros festivales, e incluso el gobierno de Francia mostró su malestar con la temática y el tratamiento dado por el director. Sin embargo, otros festivales no solo la exhibieron, sino que la premiaron. También fue muy apoyada por los sindicatos de enseñanza, especialmente los franceses.
En general, el recibimiento de la crítica fue muy bueno. Ejemplos: en Los Angeles Times, Kevin Thomas escribió, «Aunque hay dolor y sufrimiento reales en Hoy empieza todo, es demasiado apasionado, demasiado enérgico y demasiado comprensivo con la vida y las debilidades humanas como para resultar deprimente»; Derek Eiley escribió en Variety, «Una oda cálida, a menudo vigorizante y finalmente conmovedora a los valores de la comunidad»; y en The New York Times, Dana Stevens afirmó, «Logra un equilibrio moral difícil y necesario, negándose a sucumbir a la desesperanza, pero también negándose a descartarla». Entre la crítica española: Carlos Boyero para El Mundo, «Una de las películas más emotivas de uno de los mejores directores del mundo»; o Luis Martínez en El País, «Inmensa».
En Metacritic la película está puntuada con un 78 de media de las 13 críticas especializadas recogidas. En IMDb recibe una puntuación de 7.4 sobre 10, con 30 reseñas de público y 43 de críticos. Por su parte las 56 críticas de Filmaffinity dan una puntuación media de 7.5 sobre 10.

## Premios
* Fuente: Página de la película en IMDb. 
| Año  | Premio o festival                                   | Categoría                                         | Nominado           | Resultado |
| ---- | --------------------------------------------------- | ------------------------------------------------- | ------------------ | --------- |
| 1999 | Festival Internacional de Cine de Berlín            | Mención honorable                                 | Bertrand Tavernier | Ganador   |
| 1999 | Festival Internacional de Cine de Berlín            | Premio del jurado ecuménico                       | Bertrand Tavernier | Ganador   |
| 1999 | Festival Internacional de Cine de Berlín            | Premio FIPRESCI                                   | Bertrand Tavernier | Ganador   |
| 1999 | Festival Internacional de Cine de Berlín            | Oso de Oro a la mejor película                    | Bertrand Tavernier | Nominado  |
| 1999 | Premios del Cine Europeo                            | Mejor actor europeo                               | Philippe Torreton  | Nominado  |
| 1999 | Festival Internacional de Cine de Noruega           | Mejor película                                    | Bertrand Tavernier | Ganador   |
| 1999 | Festival de San Sebastián                           | Premio Perla del Público                          | Bertrand Tavernier | Ganador   |
| 2000 | Premios César                                       | Mejor actor                                       | Philippe Torreton  | Nominado  |
| 2000 | Medallas del Círculo de Escritores Cinematográficos | Mejor película extranjera                         | Bertrand Tavernier | Nominado  |
| 2000 | Premios Fotogramas de Plata                         | Mejor película extranjera                         | Bertrand Tavernier | Ganador   |
| 2000 | Premios Goya                                        | Mejor película europea                            | Bertrand Tavernier | Nominado  |
| 2000 | Premios Lumières                                    | Mejor actor                                       | Philippe Torreton  | Ganador   |
| 2000 | Premios Sant Jordi de Cinematografía                | Mejor actor en película extranjera                | Philippe Torreton  | Ganador   |
| 2000 | Premios Sant Jordi de Cinematografía                | Mejor película extranjera                         | Bertrand Tavernier | Ganador   |
| 2000 | Premios Turia                                       | Mejor película extranjera                         | Bertrand Tavernier | Ganador   |
| 2000 | Premios Turia                                       | Premio del público a la mejor película extranjera | Bertrand Tavernier | Ganador   |
| 2000 | Premios ASECAN del Cine Andaluz                     | Mejor película extranjera                         | Bertrand Tavernier | Ganador   |